# القبطانية العامة

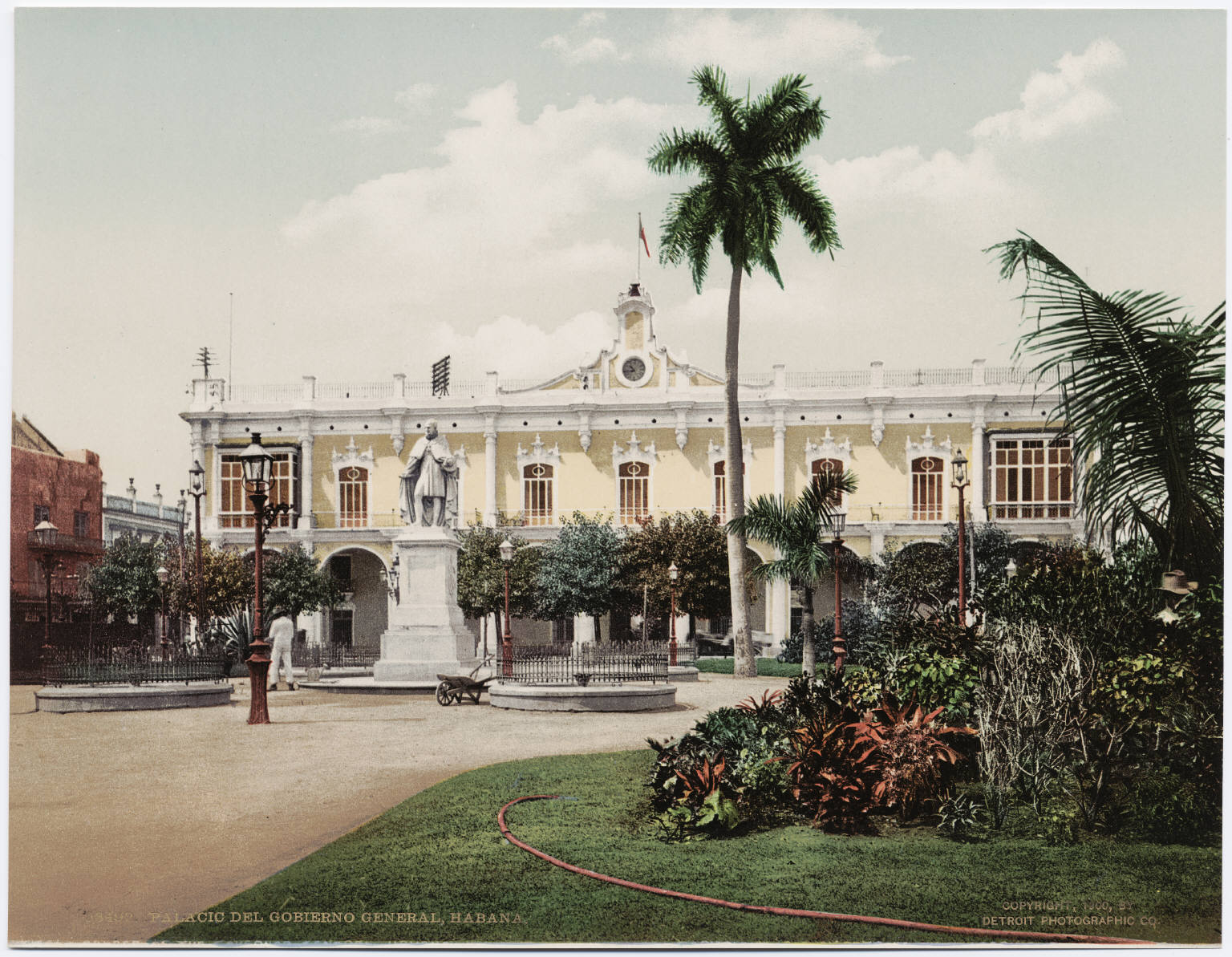
قصر القيادة العامة في هافانا, المقر السابق للقيادة العامة في كوبا. تم تلوين الصورة نحو 1897-1924.

القبطانية العامة هو الاسم الوظيفي الأعلى الذي كان يشير إلى القبطان العام في المستعمرات الإسبانية والبرتغالية، بجانب وظيفة الوالي أو الرئيس (الحاكم) - ما عدا بعض الاستثناءات في الحالة الأخيرة - في الإمبراطورية الإسبانية، والتي تولت قيادة وتنظيم كلا من كياني الجيش والقضاء في الإمبراطورية. مع التوسع، اسْتُخدم المصطلح للإشارة للمنطقة أو الإقليم حيث كان القبطان العام يمارس الصلاحيات المنوط بها. تتميز بعض المستعمرات الإسبانية بشكل عام بكونها مناطق ذات أهمية إستراتيجية، حيث كانت بالفعل في صراع ضد القوى الخارجية، القراصنة، وكذلك القبائل الأصلية والتي كان من الصعب إخضاعها، كان منصب القائد العام وواجباته أكثر أهمية من منصب الرئيس أو الحاكم البسيط. في عهد الملك فيليب الخامس أُعيد إحياء الشخصية القديمة للقائد العام، المسؤول عن الجيش الملكى في ولايته القضائية.

## الخلفية
مع تراكم هذا المنصب، رُقيّ منصب الوالي، الرئيس-الحاكم أو الحاكم البسيط. أُوضح ألفونسو غارسيا جالو أنه ما زال يهدئ الأوضاع في المستعمرات الإسبانية، وأنه لا توجد بها قوات دائمة، كان منصب القبطان العامة في الإنديز أثناء القرن السادس عشر وحتى منتصف القرن السابع عشر أشبه بمنصب ثانوى، ولهذا لم يتم ذكره عند وصف السلطات الأقليمية.
خلال القرن الثامن عشر كان الاهتمام العسكري في الصدارة، مما رفع من قيمة منصب القبطان العام. هكذا اكتسب المنصب في إسبانيا طابع بشكل خاص سياسي، موضوعاً فوق كل المناصب الأخرى —السلطة القضائية، الحكومة والخزنة—، دون أن يفقد طابعه العسكري التقليدي.
بالنظر إلى هذا التطور الذي شهدته شبه الجزيرة الايبيرية، رأى جارسيا جالو أن إنشاء هذا المنصب في فنزويلا بواسطة أمر ملكي في 8 سبتمر 1777 لا يمتلك فقط طابع عسكري لكن أيضاً طابع سياسي: لم يكن فقط فوق بقية الحكام في كل ما هو عسكري، بل أيضاً لديه «سلطة قضائية عُليا» على المقاطعات الأخرى (ترينيداد، كومانا، مارغريتا، غوايانا، ماراكايبو).
مؤلفون آخرون، مثل ماريو بريثينيو إيراجوري، جييرمو مورون و أنطونيو مورو أوريخون، أشاروا إلى أن الأمر الملكي سنة 1777 فَرض فقط خضوع المقاطعات المختلفة في كل ما هو عسكري، لذلك لم تكن فنزويلا قبطانية عامة حكومياً.
لقد أثبت مورو أوريون أن القبطانيات العامة في الإنديز كانت المؤسسات العسكرية الوحيدة إلى أقصى الحدود وليست مؤسسات حكومية إنديزية. وأضاف أن اعتبارها مؤسسات حكومية يرجع إلى ابهام نشأ من بداية الخرائط والمخططات البحرية للقوى الخارجية في القرن الثامن عشر، فيها اعتاد الإشارة بمسمى القيادة العامة إلى الرئاسات-الحكومات، لأن ما اهتموا بتسليط الضوء على هذا هو وجود وحدة عسكرية ذات أهمية في هذه الأقاليم، تحت قيادة الكابتن العام، وليس هكذا يكون اللقب المدني —الرئيس-الحاكم— الذي تملكه السلطة بشكل أساسي. بالإضافة إلى ذلك، أيضا حقيقة أن مناصب الرؤوساء-الحكام كانت كقاعدة يحتلها العسكريين أثناء هذه الفترة، مما تسبب في نسب لقب القائد العام لهؤلاء ارضاءً لهم،  قبل أي رئيس-حاكم بدائي مدني.

## القبطانية العامة في العالم الجديد
القبطانية العامة والتي يتم ذكرها عادة في الكتيبات، الدراسات المتخصصة وغيرها من النصوص التالية: 
- القبطانية العامة في سانتو دومينغو (1526)
- القبطانية العامة في غواتيمالا (1540)
- القبطانية العامة في شيلي (1541)
- القبطانية العامة في يوكاتان (1565)
- القبطانية العامة في الفلبين (1565)
- القبطانية العامة في بويرتو ريكو (1592)
- القبطانية العامة في كوبا (1607)
- القبطانية العامة في المقاطعات الداخلية (1776)
- القبطانية العامة في فنزويلا (1777)
- القبطانية العامة في مايناس (1802)